# بيرينيه (فيكتوريا)
بيرينيه هي منطقة منتجة للنبيذ تتركز على سلاسل بيرينيس الواقعة في فيكتوريا ، أستراليا .
تقع جبال البرانس في الطرف الجنوبي من سلسلة غريت ديفايدينغ على ارتفاعات تتراوح من 300 إلى أكثر من 750 متر (حوالي 980-2460   قدم). تشمل القمم الرئيسية في المنطقة، جبل أفوكا (747 م) وجبل وارينمانج (537 م).

## الاستكشاف

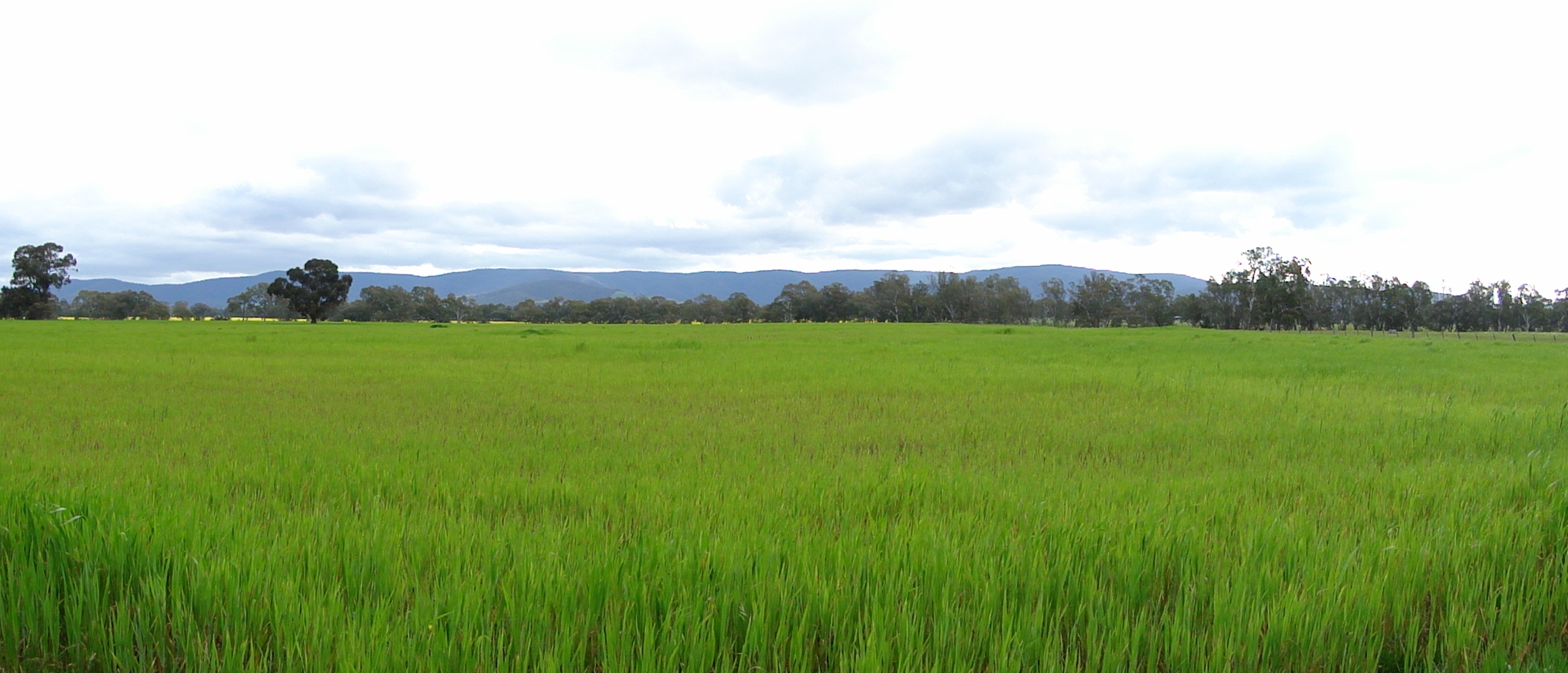
جبال البرانس ، في منطقة أفوكا

كان المستكشف توماس ميتشل أول أوروبي سافر عبر المنطقة في رحلته الاستكشافية عام 1836 . وجد المنطقة أكثر اعتدالاً في المناخ وبمياه أفضل من نيو ساوث ويلز الداخلية، وشجع المستوطنين على الاستيلاء على الأرض في المنطقة التي وصفها بـ «أستراليا فيليكس».

## النبيذ
تم زراعة الكروم في المنطقة لأول مرة عام 1858 . أنتج العديد من مزارعي النبيذ النبيذ في المنطقة وباعوه في أواخر القرن التاسع عشر وأوائل القرن العشرين. كان رائد المنطقة إدوين هوراشيو ماكريث قد بيع كرمه إلى مزارعي الألبان في عام 1929 من قبل أحفاده. شهدت الستينيات إعادة إنشاء كروم العنب في المنطقة من قبل ناثان وويث بالاشتراك مع منتج الكونياك الفرنسي ريمي مارتن الذي يزرع العنب منذ عام 1963. تضمن حفل الزراعة الرسمي في 1 يونيو 1963 وزير الأراضي الفيكتوري للحكومة، وزير تنمية الدولة ومسؤول منطقة افوكا. منذ سبعينيات القرن الماضي، كانت المنطقة منتج مهما للنبيذ الأحمر الذي يعتمد على أصناف العنب الشيرازية وكابيرنت ساوفيجنون .
وشملت مصانع النبيذ الثمانية الأصلية في المنطقة في السبعينيات والثمانينيات: شاتو ريمي وغيرها الكثير. يبلغ عدد مصانع النبيذ في المنطقة الآن ما يقرب من ثلاثين. تتمركز مزارع الكروم ومصانع النبيذ الأصلية التي زرعت في عام 1970 حول مدينتي مونامبل وافوكا .  بينما شهدت التسعينات مزارع كروم كبيرة مزروعة في وادي لاندسبورو بين لاندسبورو وإلمهورست . وتمتد المزروعات الآن من قرب وابرا في الجنوب إلى ارناود في الشمال. تشمل الأصناف البيضاء الرئيسية المزروعة سوفيغنون بلان وتشاردوناي و فيوغنير مع المزارع الأصغر من سميلون وبينوت غريغيو، في حين أن الأنواع الرئيسية من الشيراز وكابرنيت ساوفيغنون مدعومة جيدًا بمجموعة من الأصناف الأخرى من فرنسا مثل ميرلوت وكابرنت فرانس وغريناتشي، وإيطاليا لكل من سانجيوفيز ونيبيولو ولاغرين وإسبانيا تيمبرانيلو .
تعد السياحة جزءًا مهمًا جدًا من اقتصاد المنطقة، حيث تقدم العديد من مصانع النبيذ تذوقًا عند ابواب القبو. تتوفر أماكن الإقامة وتناول الطعام في العديد من مصانع النبيذ حيث تواصل المنطقة تطوير البنية التحتية السياحية. الصادرات مهمة أيضًا للعديد من مصانع النبيذ مع مبيعات إلى الصين والولايات المتحدة والدول الاسكندنافية.

## روابط خارجية
- "Pyrenees Wineries". Wine Regions. Wine Australia. مؤرشف من الأصل في 2020-04-08. اطلع عليه بتاريخ 2015-08-09.
- توماس ميتشل ثلاث بعثات إلى داخل شرق أستراليا ، المجلد 2
- مصانع النبيذ من موقع Pyrenees الرسمي
- بيرنيز جولد فيلد فيكتوريا جيول. مسح، 1904 ، WM Bradford ؛ يناقش جيولوجيا منطقة البرانس وحقل الذهب.